# Pontaix
Pontaix é uma comuna francesa na região administrativa de Auvérnia-Ródano-Alpes, no departamento de Drôme. Estende-se por uma área de 19,68 km². Em 2010 a comuna tinha 178 habitantes (densidade: 9 hab./km²).